# Sense respir
Sense respir (títol original en anglès, Restless) és una adaptació televisiva britànica del 2012 de la novel·la d'espionatge de William Boyd publicada el 2006. Dirigida per Edward Hall, la pel·lícula compta amb Hayley Atwell, Rufus Sewell, Michelle Dockery, Michael Gambon i Charlotte Rampling. Les dues parts es van estrenar els dies 27 i 28 de desembre de 2012 a BBC One. S'ha doblat al valencià per a À Punt, que els va emetre el 9 de març de 2025.
El drama va ser produït per Endor Productions en associació amb Sundance Channel. Va ser dirigit per Edward Hall i produït per Hilary Bevan Jones i Paul Frift.